# 吳嘉麗
吳嘉麗，（1947年6月24日—2021年10月09日）台灣化學學者、淡江大學化學系教授、婦女運動者，曾任婦女新知雜誌創刊時期之社務委員、婦女新知基金會第一、二屆董事及第三屆董事長、考試院考試委員、台灣女科技人學會理事長、台灣女性學學會會長、行政院性別平等會第二屆委員、婦女權益促進發展基金會第九屆常務董事。她專精於苔蘚植物化學研究，關注科學普及教育，長期倡議婦女權益與推動性別平等教育等。

## 學歷
- 省立嘉義女中
- 國立台灣大學化學學士（1969年）
- 威斯康辛大學化學碩士（1971年）
- 華盛頓大學化學博士（1976年）

## 經歷
1976年回台後任教於淡江大學化學系，1976-1982年擔任副教授，1983年升正教授；1986－1988年，以教授身分兼任化學系主任暨研究所所長；2012 年退休。吳教授主要研究領域為苔蘚類植物的化學組成，並從化學分類的觀點，比較台灣、中國及世界各地苔蘚植物組成之差異，研究及教學均有所成。不僅1999年獲得中國化學會特別貢獻獎，2021年再度獲特殊貢獻奬。
1982－1987年，擔任婦女新知雜誌創刊時期之社務委員；1987－1993年，擔任婦女新知基金會之第一、二屆董事及第三屆之董事長。
2002年有感於女科技人之間缺乏互相連結的渠道，開始籌組女化學家聯誼會，為從事化學研究的女性學者提供一個平台，彼此交流學術及教學經驗，分享教學、研究與家庭兼顧的甘苦。
2002－2008年，擔任考試院第十屆考試委員，推動取消數項國家公務人員考試的性別限制。促使考試院於 2005 年公佈「國家考試性別平等白皮書」，亦成立「國家考試性別平等諮詢委員會」。對於推動不分性別均有相同的應考機會，影響甚深。
2008年創辦《台灣女科技人電子報》；2009年有感於傳統性別觀念對女性在追夢上的設限，策劃了《看見女科技人：追夢，我的世界宇宙大（上、下）》，透過台灣女性科技人的故事，編輯成當時台灣少見以探討性別與職涯選擇為主題的故事繪本。
2009－2011年，再度任淡江大學化學系主任，並擔任台灣女性學學會(Taiwanese Feminist Scholars Association)第十八屆(立案第九屆)、第十九屆(立案第十屆)會長，創刊女學會電子報(2009創刊 -2011年停刊)、擔任2010年女學會「性別研究的轉向：男性／男孩研究的發展與台灣社會的接軌研討會」(該年學術成果集結成《陽剛氣質：國外論述與台灣經驗》)、2011年女學會「性別與科技研討會暨女性學學會年度研討會」主辦人。
吳嘉麗參與國際性別科技會議時，發現日本、韓國都有不只一個女科技人相關的學會或協會，台灣卻一個都沒有，於是在2011年底成立台灣女科技人學會，希望鼓勵仍為少數的科技女性，提升專業發展，並能經驗傳承，以及與國際交流。
2013年，科技部拍攝《女科技人的一天》紀錄片，希望藉由各領域女科技人的經驗，豐富女孩們的多元選擇，其中一部影片便是《當科技遇見性別—植物化學家吳嘉麗》。
2013年9月14−17日，在台北福華國際文教會館，舉行「亞太國家聯絡網 (APNN) 會議」及「2013女科技人國際研討會 」(IConWiST, International Conference on Women in Science and Technology)。兩會共邀請國際專家學者近30位，國內引言及主持人近20位，與會人士200多人，推動提升科技及性別方面的交流與合作。
2014－2016年，擔任行政院性別平等會委員、婦女權益促進發展基金會常務董事。
為推動台灣科技女性與國際間的交流，吳嘉麗代表台灣女科技人協會加入INWES（國際女科技人網絡，International Network of Women Engineers and Scientists），並因積極參與、表現優異，曾獲選為該會理事共2屆 （2014-2020年），並曾擔任此會下分支APNN（亞太女科技人網絡，Asia and Pacific Nation Network （页面存档备份，存于））之主席（2017-2020年），提升台灣科技女性在國際上的能見度與影響力。
2018－2021年，為了不讓「華文地區第一家女性主義專業書店—女書店關閉，吳嘉麗接任女書店的負責人。
2021年榮獲中國化學會頒發「特殊貢獻獎」，表揚其於「性別與科技」領域的推進，以及提升台灣女科技人的國內外能見度與影響力。
2021年10月9日下午，吳嘉麗因急性血癌引發呼吸器官衰竭而逝世。

## 著作

### 專論
- 《化學、醫藥與社會》，1999年，中國化學會出版。
- 《化學、食品與社會》，2004年，中國化學會出版。

### 編著
- 《世界華人科學史學術研討會論文集》，吳嘉麗、周湘華編，2001年，淡江大學出版。
- 《現代社會與婦女權益》(二版)，吳嘉麗、尤美女、沈美真、紀欣、張玨、蘇芊玲，2003年，空中大學出版。